# Park Narodowy Kahuzi-Biéga

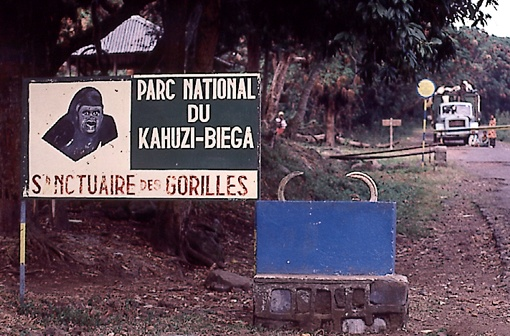
Wjazd do Parku Narodowego Kahuzi-Biéga (1987 r.)

Park Narodowy Kahuzi-Biéga (fr. Parc national de Kahuzi-Biéga) – park narodowy we wschodniej części Demokratycznej Republiki Konga, w okolicach Jeziora Kivu przy granicy z Rwandą, o powierzchni ok. 6000 km², założony w 1970 roku. Od 1980 roku park znajduje się na liście światowego dziedzictwa UNESCO . 
Jego nazwa pochodzi od położonych na jego terenie dwóch wygasłych wulkanów – Kahuzi (3308 m n.p.m.) i Biéga (2790 m n.p.m.).
Na obszarze parku żyje jedna z nielicznych na świecie populacji wschodnich goryli nizinnych (Gorilla beringei graueri) . Z powodu wojny domowej w Kongu, a także kłusownictwa, nielegalnego górnictwa i wyrębu drzew liczebność goryli drastycznie maleje i w 1997 roku organizacja UNESCO uznała park za dziedzictwo zagrożone.

## Flora i fauna
W parku występuje 136 gatunków ssaków, m.in.  goryl nizinny wschodni i trzynaście innych naczelnych, w tym zagrożone gatunki, takie jak szympans, gereza i Koczkodan górski. Występują tu również inne  gatunki zwierząt, takie jak Żeneta olbrzymia (Genetta victoriae) i Żeneta rybożerna (Genetta piscivora) słoń, bawół leśny, dzikacz leśny i bongo leśne. W 2003 roku Wildlife Conservation Society stworzyło kompletną listę 349 gatunków ptaków w Parku, w tym 42 endemitów. Park został również wyznaczony jako centrum różnorodności roślin przez IUCN i WWF w 1994 roku, z co najmniej 1178 zidentyfikowanymi gatunkami w strefie wyżynnej. Park jest jednym z nielicznych miejsc w Afryce Subsaharyjskiej, gdzie można zaobserwować florę i faunę z nizinną i wyżynną. W parku występują wszystkie stadia roślinności leśnej od 600 m do ponad 2600 m, gęste lasy deszczowe na niskich i średnich wysokościach, lasy podgórskie, górskie i bambusowe. Powyżej 2600 m n.p.m. na szczytach gór Kahuzi i Biega występuje roślinność subalpejska z wrzosem i endemiczna roślinność Senecio kahuzicus. Park obejmuje również rzadkie formacje roślinne, takie jak bagna i torfowiska oraz lasy bagienne i łęgowe na podłożu hydromorficznym na wszystkich wysokościach.